# Чорноіван Олексій Олександрович
Олексій Олександрович Чорноіван (нар. 2 січня 1982, Україна) — український футболіст, нападник.

## Життєпис
Футбольну кар'єру розпочав у «Зірці-2», у футболці якої дебютував 11 вересня 1998 року в нічийному (2:2) домашньому поєдинку групи Б Другої ліги України проти чорноморського «Портовика». Першим голом на дорослому рівні відзначився 25 квітня 1999 року в програному (1:3) виїзному поєдинку групи Б Другої ліги України проти запорізького «Віктора». У Вищій лізі України дебютував 29 травня 1999 року в переможному (3:1) домашньому поєдинку 28-го туру проти сімферопольської «Таврії». Олексій вийшов на поле на 80-й хвилині замість Сергія Гусєва. У сезоні 1998/99 років зіграв 16 матчів (1 гол) за другу команду у Другій лізі та 2 поєдинки за першу команду у Вищій лізі.
Сезон 1999/2000 років розпочав у «Зірці», але влітку 1999 року опинився в структурі «Карпат». Але заграти в першій команді не вдалося, тому майже одразу відправився в оренду до «Карпат-2». У футболці резервної команди «левів» дебютував 14 серпня 1999 року в нічийному (0:0) домашньому поєдинку групи А Другої ліги України проти бурштинського «Енергетика». Проте вже незабаром після цього повернувся в оренду до «Зірки-2». За першу ж команду кіровоградців зіграв лише 1 матч. Першим голом за «Карпати-2» відзначився 1 квітня 2000 року в переможному (1:0) домашнього поєдинку проти «Динамо». Загалом у футболці «Карпат-2» зіграв 19 матчів у другій лізі України та відзначився 1-м голом. Після цього повернувся в оренду до «Зірки», але провів 1 поєдинок за першу команду та 7 матчів за резервну команду. У 2001 році грав за «Карпати-3». З серпня й до кінця календарного 2001 року грав за петербурзький «Зеніт-2». З січня по червень 2002 року захищав кольори кропивницького «Ікар-ДЛАУ» в аматорському чемпіонаті України.
На початку липня 2002 року підсилив «Борисфен-2». У футболці бориспільського клубу дебютував 10 серпня 2002 року в переможному (1:0) виїзному поєдинку кубку України проти «Динамо». У Другій лізі України дебютував 14 серпня 2002 року в програному (0:2) виїзному поєдинку групи Б проти «Дністра». Своїм першим голом за «Борисфен-2» відзначився 27 жовтня 2002 року в переможному (3:1) домашньому поєдинку групи Б Другої ліги України проти броварського «Нафкома-Академії». У складі резервної команди бориспольців зіграв 25 матчів (2 голи) в Другій лізі України та 2 поєдинки у кубку України.
На початку січня 2003 року підсилив «Рось». У футболці білоцерківського клубу дебютував 5 квітгя 2003 року в нічийному (0:0) поєдинку групи Б Другої ліги України проти «Титану». У 2003-му календарному році зіграв 7 матчів у групі Б Другої ліги України.